# 三浦聖子
三浦 聖子（みうら せいこ、1976年5月24日 - ）は、日本の元女子バレーボール選手。兵庫県姫路市出身。

## 来歴
デンソーのサイドアタッカー（主にライトポジション）として長く活躍した。
1995年に日本電装に入社、翌年の実業団リーグ（現・チャレンジリーグ）で新人賞を受賞。
1998年のVリーグオールスターではファン投票で出場選手として選出される（故障の治療を理由に辞退）。
バーバラ・イエリッチのワンマンチームとなっていた90年代後半のデンソーにおいて、櫻井由香と共にレシーブの要として貢献。スパイクやサーブでも活躍を見せた。
後年は若手選手の台頭により控えに回ったが、レシーバーとして出場する機会も多く、欠かせない存在であった。
2005年、若返りを果たしたチームの中で出場機会を大きく減らし、同年限りで引退した。引退後は社業に専念している。

## エピソード
- 愛称の「リコ」は、名前である聖子を別読みした「ひじりこ」から取ったものである。

## 球歴・受賞歴
- 所属チーム履歴

兵庫県立氷上高等学校→日本電装エアリービーズ・デンソー・エアリービーズ（1995-2005年）